# Minako Inoue
Pour les articles homonymes, voir Mina.
Minako Inoue (井上美奈子, Inoue Minako, née le 29 décembre 1977 à Okinawa, Japon), anciennement Minako Ameku (天久美奈子, Ameku Minako), plus connue sous son nom de scène Mina, est une chanteuse japonaise, occasionnellement actrice.

## Biographie
Minako Ameku débute en 1992 en formant le groupe d'idoles japonaises Super Monkey's avec Namie Amuro, avant de former le groupe MAX en 1995 avec trois autres membres du groupe, Nana, Lina, et Reina. Elle connait le succès avec MAX, et joue dans quelques films et drama avec le groupe. Elle quitte MAX en 2002, enceinte, pour se marier, prenant le nom "Minako Inoue", et est remplacée par Aki. Alors que MAX envisageait de se séparer après le départ de cette dernière en 2008, Mina reprend sa place dans le groupe en octobre 2008, après six ans d'absence.

## Filmographie

### Cinéma
- 1996 : Ladie's MAX
- 1997 : Ladie's MAX: Give me a Shake
- 2001 : Starlight

### Drama
- 1998 : Sweet Devil